# کارولینا ساندوال
کارولینا ساندوال (انگلیسی: Carolina Sandoval؛ زاده ۲۴ نوامبر ۱۹۷۳) از شخصیت‌های تلویزیونی اهل ونزوئلا است.